# Raquel Yotti
Raquel Yotti Álvarez (Madrid, 1973) es una médica cardióloga española, investigadora clínica del Sistema Nacional de Salud y experta en imagen cardiaca y cardiopatías de base genética.
Yotti ha sido directora general del Instituto de Salud Carlos III (ISCIII) entre 2018 y 2021, así como secretaria general de Investigación del Ministerio de Ciencia entre 2021 y 2023. A finales de este último año, fue nombrada comisionada del PERTE para la Salud de Vanguardia.

## Biografía
Raquel Yotti nació en Madrid en 1973. Licencida en Medicina y Cirugía por la Universidad Complutense de Madrid, fue becaria FPI (Programa de formación de personal investigador) del ISCIII entre 2003 y 2006. Doctora en Medicina por la Universidad Complutense de Madrid ( UCM )desde 2006, defendió una tesis titulada Gradientes de presión intraventricular estimados mediante ecocardiografía Doppler, dirigida por Javier Bermejo, M. A. García Fernández y C. Sáenz de la Calzada. Está casada y tiene dos hijas.

## Trayectoria
Desde 2009 dirigió en el ISCIII una línea de investigación para profundizar en el diagnóstico de las miocardiopatías. Jefa de Sección de Cardiología Clínica del Hospital General Universitario Gregorio Marañón desde 2016, es profesora asociada en el Departamento de Bioingeniería de la Universidad Carlos III de Madrid desde 2017. Ese año fue también profesora visitante en el Departamento de Genética de la Facultad de Medicina de la Universidad de Harvard. En agosto de 2018 fue nombrada directora general del Instituto de Salud Carlos III.
Pasó a formar parte del «comité de expertos» en asesoramiento al Gobierno durante la crisis del COVID-19.

### Estudio de seroprevalencia COVID-19
Con motivo de la pandemia por coronavirus Covid-19, en abril de 2020 el Instituto de Salud Carlos III, dirigido por Raquel Yotti, en colaboración con otros organismos públicos como INE o el Centro de Coordinación de Alertas y Emergencias Sanitarias (CCAES), se programó un estudio de seroprevalencia en 32.000 hogares españoles, para conocer el estado de la enfermedad mediante una encuesta a 64.000 personas. El 20 de abril el director general de la OMS, Tedros Adhanom declaró:

“Los datos iniciales de algunos de estos estudios sugieren que un porcentaje relativamente pequeño de la población puede haber sido infectada incluso en áreas muy afectadas; no más del 2% al 3%”
Tedros Adhanom. Entrevista en La Vanguardia

Sin embargo, el 4 de junio de 2020 se hicieron públicos los resultados de la segunda oleada del estudio de seroprevalencia coordinado por el ISCIII, estudio que confirmaba que el porcentaje de españoles que pasó la infección apenas había cambiado dos décimas porcentuales. La prevalencia estimada era del 5,2%, frente al 5% de la primera oleada, dato que se presentó el 13 de mayo de 2020.
El 14 de diciembre de 2020 se hicieron públicas las conclusiones de la cuarta ronda del estudio nacional de seroprevalencia. Según dicho estudio, hasta el 9,9% del total de la población española se habría infectado de COVID-19, es decir, aproximadamente 4,7 millones de personas.

### Secretaria General de Investigación
En agosto de 2021, tras tres años al frente del Instituto de Salud Carlos III, la nueva ministra de Ciencia e Innovación, Diana Morant, la nombró número dos del Departamento, esto es, secretaria general de Investigación.
A finales del año 2023, fue nombrada comisionada del PERTE para la Salud de Vanguardia.